# 토마시 휘브슈만
토마시 휘브슈만(체코어: Tomáš Hübschman, 1981년 9월 4일, 프라하 ~) 은 체코의 축구 선수로, 현재 야블로네츠 소속이다. 그는 센터백이나 수비형 미드필더로 기용 가능하며, 힘, 스피드 밀착 마킹능력으로 알려져 있다.

## 클럽 경력

### 스파르타 프라하
2004년 여름, 샤흐타르에 합류하기 전, 휘브슈만은 5세부터 클럽의 유스팀에서 활약하던 스파르타 프라하에서 활약하였고, 1998년에 처음으로 프로 계약을 체결하였다. 휘브슈만은 2001-02 시즌에 야블로네츠로 임대되면서 처음으로 두각을 나타내었다. 긍정적인 평가를 받은 그는, 스파르타 프라하로 복귀하였고, 그는 UEFA 챔피언스리그 2002-03에서 주전으로 활약하며, 11경기에 출전하였다. 2003-04 시즌에 들어서, 그는 클럽의 UEFA 챔피언스리그 2003-04 16강 진출을 도왔고, 스파르타가 시즌을 오스트라바와의 2-1 접전끝에 체코 컵을 차지할 수 있도록 하였다.

### 샤흐타르 도네츠크
그의 모국에서 여러 차례 성공을 거둔 후, 휘브슈만은 €3M의 이적료에 샤흐타르 도네츠크에 합류하였다. 휘브슈만은 주전을 꿰차고 처음 두 시즌 동안 2개의 리그 타이틀을 획득하고, 2009년 UEFA컵 우승을 거두면서 즉시 큰 영향을 주었다.
2012년 4월, 클라시치네 경기에서, 휘브슈만은 중원에서 MVP급 활약을 펼쳤고, 팀이 타이틀 경쟁팀인 디나모 키예프를 2-0으로 꺾고, 리그에서 승점 동률을 이루게 하였다. 전 달에 토마시는 두 시즌만에 처음으로 우크라이나 프리미어리그 골을 넣었고, 광부들이 일리치베츠 마리우폴을 2-1로 이기도록 도왔다.

## 경력 통계

### 클럽
2013년 7월 21일 기준
| 클럽              | 시즌      | 리그 | 리그 | 컵   | 컵 | 유럽 | 유럽 | 슈퍼컵 | 슈퍼컵 | 합계 | 합계 |
| 클럽              | 시즌      | 출장 | 골   | 출장 | 골 | 출장 | 골   | 출장   | 골     | 출장 | 골   |
| ----------------- | --------- | ---- | ---- | ---- | -- | ---- | ---- | ------ | ------ | ---- | ---- |
| 야블로네츠        | 2000–01   | 29   | 0    | -    | -  | -    | -    | -      | -      | 29   | 0    |
| 합계              | 합계      | 29   | 0    | -    | -  | -    | -    | -      | -      | 29   | 0    |
| 스파르타 프라하   | 2001–02   | 27   | 0    | -    | -  | 11   | 0    | -      | -      | 38   | 0    |
| 스파르타 프라하   | 2002–03   | 29   | 0    | -    | -  | -    | -    | -      | -      | 29   | 0    |
| 스파르타 프라하   | 2003–04   | 25   | 0    | -    | -  | -    | -    | -      | -      | 25   | 0    |
| 합계              | 합계      | 81   | 0    | -    | -  | 11   | 0    | -      | -      | 92   | 0    |
| 샤흐타르 도네츠크 | 2004–05   | 21   | 1    | 4    | 0  | 10   | 1    | -      | -      | 35   | 2    |
| 샤흐타르 도네츠크 | 2005–06   | 16   | 0    | 2    | 1  | 6    | 0    | 1      | 0      | 25   | 1    |
| 샤흐타르 도네츠크 | 2006–07   | 17   | 0    | 4    | 0  | 7    | 1    | 1      | 0      | 29   | 1    |
| 샤흐타르 도네츠크 | 2007–08   | 19   | 0    | 6    | 1  | 7    | 0    | -      | -      | 32   | 1    |
| 샤흐타르 도네츠크 | 2008–09   | 22   | 1    | 3    | 0  | 14   | 1    | 1      | 0      | 40   | 2    |
| 샤흐타르 도네츠크 | 2009–10   | 18   | 0    | 1    | 0  | 1    | 1    | -      | -      | 30   | 1    |
| 샤흐타르 도네츠크 | 2010–11   | 14   | 0    | 5    | 0  | 2    | 0    | 1      | 0      | 28   | 0    |
| 샤흐타르 도네츠크 | 2011–12   | 20   | 1    | 1    | 0  | 1    | 0    | 1      | 0      | 28   | 1    |
| 샤흐타르 도네츠크 | 2012–13   | 9    | 0    | 3    | 0  | 6    | 0    | 1      | 0      | 18   | 0    |
| 샤흐타르 도네츠크 | 2013–14   | 4    | 0    | 1    | -  | -    | -    | 1      | 0      | 3    | 0    |
| 합계              | 합계      | 158  | 3    | 29   | 2  | 75   | 4    | 6      | 0      | 268  | 9    |
| 경력 합계         | 경력 합계 | 268  | 3    | 29   | 2  | 86   | 4    | 6      | 0      | 389  | 9    |

## 수상
스파르타 프라하
- 감브리누스리가: 2000-01, 2002-03
- 체코 컵: 2003-04

샤흐타르 도네츠크
- 우크라이나 프리미어리그: 2004-05, 2005-06, 2007-08, 2009-10, 2010-11, 2011-12, 2012-13
- 쿠보크 우크라이나: 2007-08, 2010-11, 2011-12
- 우크라이나 슈퍼컵: 2005, 2008, 2010
- UEFA컵: 2008-09

## 국가대표팀
휘브슈만은 여러 연령대의 체코 청소년 국가대표팀을 거쳤으며, 2001년 FIFA U-20 월드컵 당시 조국의 주장을 맡았다. 휘브슈만은 체코를 대표하여 UEFA 유로 2004에 참가하였으나, 별로 큰 활약을 펼치지 못하였다. 휘브슈만은 2006년 FIFA 월드컵 예선전에서 체코 국가대표팀 경기에 몇 번 출전하였으나, 2006년 FIFA 월드컵 최종 엔트리에 발탁되지 못하였다.